# Palmovo vino
Pálmovo víno je alkoholna pijača, ki se pridela iz različnih vrst palm.
Pri Arenga saccharifera moško betičasto socvetje po pojavu cvetu tri dni bičajo s paličicami in potem odrežejo tik nad bazo. Iz beta steče sok, bogat s sladkorjem (Toddy). Ima okus kot mošt in začne hitro vreti.
Kitajci, ki živijo na indijskih otokih, iz tega vina z destilacijo pridobivajo arak.
Tudi cvetni beti Cocos nucifera vsebujejo kvalitetno palmovo vino. Iz 100 galon palmovega vina dobijo z destilacijo 25 galon araka.
Tudi Cocos butyracea je »dobavitelj« palmovega vina. To drevo posekajo in izrežejo vdolbine na mestih, kjer so rasli listi in cvetovi. V teh vdolbinah se 18 do 29 dni nabira palmovo vino.
Tudi vrsta drugih palm vsebuje »Toddy«. Z zgoščevanjem lahko izdelajo iz palmovega vina tudi surov sladkor.